# Vama (zespół muzyczny)
Vama – rumuński zespół muzyczny, tworzący muzykę z pogranicza indie rocka, electro i bluesa, założony w 2006.

## Historia
Zespół został założony w 2006 przez Tudora Chirilę i Eugena Caminschiego po tym, jak obaj odeszli ze składu grupy Vama Veche. Do zespołu w krótkim czasie dołączyli pozostali muzycy: basista Dan „Prepe” Opriș, perkusista Lucian „Clopo” Cioargă i Gelu Ionescu grający na instrumentach klawiszowych.
W okresie między 2008 a 2017 rokiem wydali trzy albumy studyjne: Vama, 2012 (2012) i Better (2017).

## Skład zespołu

### Obecny skład
- Tudor Chirilă – śpiew
- Eugen Caminschi – gitara
- Gelu Ionescu – instrumenty klawiszowe
- Dan „Prepe” Opriș – gitara basowa
- Lucian „Clopo” Cioargă – perkusja

## Dyskografia

### Albumy studyjne
- Vama (2008)
- 2012 (2012)
- Better (2017)